# Frederik Frans 1. af Mecklenburg-Schwerin
Storhertug Frederik Frans 1. af Mecklenburg-Schwerin (tysk: Friedrich Franz I., Großherzog von Mecklenburg-Schwerin; født 10. december 1756, død 1. februar 1837) var hertug af Mecklenburg-Schwerin fra 1785 til 1815 og den første storhertug af Mecklenburg-Schwerin fra 1815 til sin død i 1837.
Han var søn af Arveprins Ludvig af Mecklenburg-Schwerin og efterfulgte sin onkel Hertug Frederik 2. i 1785. I 1815 blev han storhertug, da Mecklenburg-Schwerin blev ophøjet til storhertugdømme.

## Biografi
Frederik Frans blev født den 10. december 1756 i Schwerin i Mecklenburg som ældste barn af Hertug Ludvig af Mecklenburg-Schwerin og Charlotte Sophie af Sachsen-Coburg-Saalfeld.
Hertug Ludvig var lillebror til den regerende hertug af Mecklenburg-Schwerin, Frederik 2.. Da Frederik 2. ikke havde børn, var Ludvig arving til hertugdømmet, men da han døde i 1778, seks år før sin storebror, blev han aldrig hertug. I stedet blev det Frederik Frans, der efterfulgte sin farbror som hertug, da Frederik 2. døde den 24. april 1785.
Den 14. juni 1815 blev Frederik Frans udnævnt til storhertug, da Mecklenburg-Schwerin efter Napoleonskrigene blev ophøjet til storhertugdømme på Wienerkongressen. Sammen med sin slægtning, storhertugen af Mecklenburg-Strelitz var han kendt som en af de mest reaktionære tyske herskere.
Storhertug Frederik Frans døde den 1. februar 1837 i Ludwigslust. Han blev begravet i Bad Doberan. Da hans ældste søn Arvestorhertug Frederik Ludvig var død i 1819, blev han efterfulgt som storhertug af sin sønnesøn Paul Frederik.

## Ægteskab og børn
Frederik Frans blev gift den 1. juni 1775 i Gotha i Thüringen med Prinsesse Louise af Sachsen-Gotha. De fik seks børn:
- Frederik Ludvig (1778-1819), arvestorhertug af Mecklenburg-Schwerin 1815-1819

∞ 1799 Storfyrstinde Helena af Rusland (1784-1803)
∞ 1810 Prinsesse Karoline Louise af Sachsen-Weimar-Eisenach (1786-1816)
∞ 1818 Prinsesse Auguste af Hessen-Homburg (1776-1871)
- Louise Charlotte (1779-1801)

∞ 1797 August, Hertug af Sachsen-Gotha-Altenburg (1772-1822)
- Gustav Vilhelm (1781-1851)
- Karl (1782-1833)
- Charlotte Frederikke (1784-1840)

∞ 1810-1814 Prins Christian Frederik af Danmark (1786-1848) (den senere Christian 8.)
- Adolf (1785-1821)